# デビッド・ジャスティス
デビッド・クリストファー・ジャスティス（David Christopher Justice, 1966年4月14日 - ）は、アメリカ合衆国オハイオ州シンシナティ出身の元プロ野球選手（右翼手）。
アカデミー主演女優賞を受賞したハル・ベリーは元妻。

## 経歴
1985年のMLBドラフト4巡目でアトランタ・ブレーブスから指名を受け入団。
1989年5月24日のピッツバーグ・パイレーツ戦でメジャーデビュー。当時右翼のポジションには、1988年以降不振だったとはいえ、1983年にMVPを獲得した実績のある強打者デイル・マーフィーがいたため、16試合の出場に終わる。1990年は当初一塁手として出場していたが、シーズン途中でマーフィーがフィラデルフィア・フィリーズにトレードで放出されたことで、右翼のポジションを獲得すると一気に調子を上げ、打率.282・28本塁打・78打点を記録し、ルーキー・オブ・ザ・イヤーを受賞した。
1991年は故障もあり109試合の出場に留まるが、21本塁打・87打点を記録。チームは前年の地区最下位から一転して地区優勝。パイレーツとのリーグチャンピオンシップシリーズを激戦の末に制し、アトランタ移転後初のリーグ優勝を果たす。前年地区最下位同士の対戦となったミネソタ・ツインズとのワールドシリーズでは2本塁打を記録したが、3勝4敗で敗退した。1992年は21本塁打・72打点を記録し、2年連続の地区優勝に貢献。前年に続きリーグチャンピオンシップシリーズでパイレーツを破り、2年連続のリーグ制覇。トロント・ブルージェイズとのワールドシリーズでは打率.158と不振で、2勝4敗で敗退。1993年はオールスターゲームに初選出され、先発出場を果たした。40本塁打・120打点を記録し、3年連続の地区優勝に貢献する。フィラデルフィア・フィリーズとのリーグチャンピオンシップシリーズでは打率.143と振るわず、チームは2勝4敗で敗退した。シルバースラッガー賞を初受賞し、MVPの投票では3位に入った。
1994年はオールスターゲームで2年連続の先発出場。ストライキでシーズンが打ち切られたが、自身初の打率3割となる.313・19本塁打を記録。1995年には24本塁打・78打点を記録、チームは独走で地区優勝。プレーオフも勝ち抜いて3年ぶりのリーグ優勝を果たした。クリーブランド・インディアンスとのワールドシリーズでは、王手をかけて迎えた第6戦で6回に0対0の均衡を破る先制ソロ本塁打を放つ。この1点をトム・グラビン、マーク・ウォーラーズの継投で守り切り、38年ぶり、アトランタ移転後は初となるワールドチャンピオンの立役者となった。1996年は5月のパイレーツ戦で肩を負傷して離脱し、以後のシーズンを棒に振った。チームは2年連続でリーグ優勝を果たしたが、ワールドシリーズでニューヨーク・ヤンキースに敗れた。
1997年は開幕直前の3月25日にケニー・ロフトン、アラン・エンブリーとの交換トレードでマーキス・グリッソムと共にインディアンスに移籍。3年ぶりにオールスターゲームに選出されたが出場機会はなかった。打率.329・33本塁打・101打点・OPS1.013を記録し、前年限りで移籍したアルバート・ベルの抜けた穴を埋める活躍で、チームをリーグ優勝に導いた。フロリダ・マーリンズとのワールドシリーズでは3勝4敗で敗退した。MVPの投票では5位に入り、2度目のシルバースラッガー賞、カムバック賞も受賞した。1998年と1999年はいずれも21本塁打・88打点。2000年は6月29日にザック・デイ、リッキー・レディ、ジェイク・ウェストブルックとの交換トレードでヤンキースに移籍。移籍後は打率.305・20本塁打の活躍でチームの地区優勝に貢献。シーズン通算ではキャリアハイの41本塁打・118打点を記録した。シアトル・マリナーズとのリーグチャンピオンシップシリーズでは2本塁打を放ち、シリーズMVPを獲得。44年ぶりの「サブウェイ・シリーズ」となったニューヨーク・メッツとのワールドシリーズを4勝1敗で制し、自身2度目の世界一の栄誉を手にした。
2001年は打率.241・18本塁打・51打点に終わるが、チームはリーグ優勝し自身6度目となるワールドシリーズに出場。しかしアリゾナ・ダイヤモンドバックスに3勝4敗で敗退した。12月7日にロビン・ベンチュラとの交換トレードでメッツに移籍するが、7日後の12月14日に2選手との交換トレードでオークランド・アスレチックスに移籍。2002年はフリーエージェントでヤンキースに移籍したジェイソン・ジアンビの後釜として期待されたが、11本塁打・49打点に留まり、同年限りで現役引退。
現在はESPNの野球解説者を務めている。

## 詳細情報

### 年度別打撃成績
| 年 度      | 球 団      | 試 合 | 打 席 | 打 数 | 得 点 | 安 打 | 二 塁 打 | 三 塁 打 | 本 塁 打 | 塁 打 | 打 点 | 盗 塁 | 盗 塁 死 | 犠 打 | 犠 飛 | 四 球 | 敬 遠 | 死 球 | 三 振 | 併 殺 打 | 打 率 | 出 塁 率 | 長 打 率 | O P S |
| ---------- | ---------- | ----- | ----- | ----- | ----- | ----- | -------- | -------- | -------- | ----- | ----- | ----- | -------- | ----- | ----- | ----- | ----- | ----- | ----- | -------- | ----- | -------- | -------- | ----- |
| 1989       | ATL        | 16    | 56    | 51    | 7     | 12    | 3        | 0        | 1        | 18    | 3     | 2     | 1        | 1     | 0     | 3     | 1     | 1     | 9     | 1        | .235  | .291     | .353     | .644  |
| 1990       | ATL        | 127   | 504   | 439   | 76    | 124   | 23       | 2        | 28       | 235   | 78    | 11    | 6        | 0     | 1     | 64    | 4     | 0     | 92    | 2        | .282  | .373     | .535     | .908  |
| 1991       | ATL        | 109   | 469   | 396   | 67    | 109   | 25       | 1        | 21       | 199   | 87    | 8     | 8        | 0     | 5     | 65    | 9     | 3     | 81    | 4        | .275  | .377     | .503     | .880  |
| 1992       | ATL        | 144   | 571   | 484   | 78    | 124   | 19       | 5        | 21       | 216   | 72    | 2     | 4        | 0     | 6     | 79    | 8     | 2     | 85    | 1        | .256  | .359     | .446     | .805  |
| 1993       | ATL        | 157   | 670   | 585   | 90    | 158   | 15       | 4        | 40       | 301   | 120   | 3     | 5        | 0     | 4     | 78    | 12    | 3     | 90    | 9        | .270  | .357     | .515     | .872  |
| 1994       | ATL        | 104   | 424   | 352   | 61    | 110   | 16       | 2        | 19       | 187   | 59    | 2     | 4        | 0     | 1     | 69    | 5     | 2     | 45    | 8        | .313  | .427     | .531     | .958  |
| 1995       | ATL        | 120   | 491   | 411   | 73    | 104   | 17       | 2        | 24       | 197   | 78    | 4     | 2        | 0     | 5     | 73    | 5     | 2     | 68    | 5        | .253  | .365     | .479     | .844  |
| 1996       | ATL        | 40    | 164   | 140   | 23    | 45    | 9        | 0        | 6        | 72    | 25    | 1     | 1        | 0     | 2     | 21    | 1     | 1     | 22    | 5        | .321  | .409     | .514     | .923  |
| 1997       | CLE        | 139   | 582   | 495   | 84    | 163   | 31       | 1        | 33       | 295   | 101   | 3     | 5        | 0     | 7     | 80    | 11    | 0     | 79    | 12       | .329  | .418     | .596     | 1.014 |
| 1998       | CLE        | 146   | 625   | 540   | 94    | 151   | 39       | 2        | 21       | 257   | 88    | 9     | 3        | 0     | 9     | 76    | 7     | 0     | 98    | 9        | .280  | .363     | .476     | .839  |
| 1999       | CLE        | 133   | 530   | 429   | 75    | 123   | 18       | 0        | 21       | 204   | 88    | 1     | 3        | 0     | 5     | 94    | 11    | 2     | 90    | 14       | .287  | .413     | .476     | .889  |
| 2000       | CLE        | 68    | 288   | 249   | 46    | 66    | 14       | 1        | 21       | 145   | 58    | 1     | 1        | 0     | 1     | 38    | 2     | 0     | 49    | 7        | .265  | .361     | .582     | .943  |
| 2000       | NYY        | 78    | 317   | 275   | 43    | 84    | 17       | 0        | 20       | 161   | 60    | 1     | 0        | 0     | 2     | 39    | 1     | 1     | 42    | 6        | .305  | .391     | .585     | .976  |
| '00計\|    | NYY        | 146   | 605   | 524   | 89    | 150   | 31       | 1        | 41       | 306   | 118   | 2     | 1        | 0     | 3     | 77    | 3     | 1     | 91    | 13       | .286  | .377     | .584     | .961  |
| 2001       | NYY        | 111   | 439   | 381   | 58    | 92    | 16       | 1        | 18       | 164   | 51    | 1     | 2        | 0     | 4     | 54    | 5     | 0     | 83    | 6        | .241  | .333     | .430     | .763  |
| 2002       | OAK        | 118   | 471   | 398   | 54    | 106   | 18       | 3        | 11       | 163   | 49    | 4     | 1        | 0     | 2     | 70    | 3     | 1     | 66    | 12       | .266  | .376     | .410     | .786  |
| 通算：14年 | 通算：14年 | 1610  | 6601  | 5625  | 929   | 1571  | 280      | 24       | 305      | 2814  | 1017  | 53    | 46       | 1     | 54    | 903   | 85    | 18    | 999   | 101      | .279  | .378     | .500     | .878  |

### 表彰
- 新人王：1990年
- シルバースラッガー賞 2回：1993年, 1997年
- リーグチャンピオンシップシリーズMVP 1回：2000年
- カムバック賞 1回：1997年

### 記録
- MLBオールスターゲーム選出 3回：1993年, 1994年, 1997年